# Sundasciurus davensis
Sundasciurus davensis är en däggdjursart som först beskrevs av Sanborn 1952.  Sundasciurus davensis ingår i släktet sundaekorrar, och familjen ekorrar. IUCN kategoriserar arten globalt som otillräckligt studerad. Inga underarter finns listade i Catalogue of Life.
En dokumenterad hanne hade en kroppslängd (huvud och bål) av 198 mm och en svanslängd av 182 mm. På ovansidan förekommer en bred strimma med hår som är svart nära roten och röd vid spetsen. Strimman är mörkast nära svansen. Dessutom kännetecknas arten av ljusbruna kinder, av en ljusbrun undersida med gul skugga. En rödbrun strimma på svansens ovansida har svarta kanter och bakom kanterna finns en vit linje.
Arten är bara känd från en mindre region på Mindanao som tillhör Filippinerna. Den lever där i skogar i låglandet.